# Algia fasciata
Algia fasciata is een vlinder uit de familie van de Nymphalidae. De wetenschappelijke naam van de soort is voor het eerst gepubliceerd in 1860 door Cajetan Freiherr von Felder en zijn zoon Rudolf Felder.

## Verspreiding
Deze soort komt voor in Myanmar, Thailand, Laos, Cambodja, Vietnam, Maleisië, Borneo, Indonesië (Sumatra, Java, Nias, Banggai-eilanden, Soela-archipel), China (Hainan), Taiwan, Filipijnen.

## Ondersoorten
- Algia fasciata fasciata (C. & R. Felder, 1860)
  - = Paduca fasciata fasciata (C. & R. Felder, 1860)
- Algia fasciata palloris (Fruhstorfer, 1900)
  - = Paduca fasciata palloris Fruhstorfer, 1900
  - = Cirrochroa fasciata palloris
- Algia fasciata bilbilis (Fruhstorfer, 1912)
  - = Cirrochroa fasciata bilbilis Fruhstorfer, 1912
  - = Paduca fasciata bilbilis
- Algia fasciata ortopla (Fruhstorfer, 1912)
  - = Cirrochroa fasciata ortopla Fruhstorfer, 1912
  - = Paduca fasciata ortopia
- Algia fasciata angustata (Fruhstorfer, 1912)
  - = Cirrochroa satyrina angustata Fruhstorfer, 1912
  - = Paduca satyrina angustana
- Algia fasciata formosana (Matsumura, 1929)
  - = Cirrochroa fasciata formosana Matsumura, 1929
- Algia fasciata lautus Tsukada, 1985